# Український культурний осередок імені Василя Сліпака
Український культурний осередок імені Василя Сліпака — установа, що репрезентує українську культуру у Франції. Діяльність координується Посольством України у Франції.

## Історія
Знаковою подією стало відкриття у 2004 р. за участю міністра закордонних справ України Костянтина Грищенка на базі культурного відділу Посольства України у Франції культурно-інформаційного центру. Цьому передувала велика робота з реалізації пілотного проекту створення такого центру при Посольстві України, метою якого було вироблення принципів та практичних механізмів скоординованої політико-організаційної роботи з утвердження позитивного іміджу України як європейської держави з глибокими культурними та історичними традиціями, передбачуваного партнера в діловій, науковій, освітянській та туристичній сферах.
Так українська культурна присутність у Франції отримала суттєве підґрунтя у формі культурно-інформаційного центру Посольства, а наукові, освітянські, мистецькі організації України — гарну базу для поширення інформації про Україну як державу з тисячолітніми культурними традиціями, такими європейськими за своєю сутністю.
Методологічною основою діяльності майбутнього центру стала інтеграція організаційних та інтелектуальних зусиль наукових політичних та мистецьких інституцій України. Так, завдяки співпраці Посольства з Інститутом українознавства була вироблена стратегія надання підтримки діяльності Французькій асоціації українських студій, Науковому товариству ім. Т. Шевченка в Західній Європі та іншим українознавчим організаціям Франції.
Директором УКІЦ є Наталія Юріївна Кочубей.

## Головні напрямки діяльності УКІЦ

### Конференції та презентації
Преважна більшість українознавчих колоквіумів та семінарів, виставок та презентацій проходили в приміщенні майбутнього центру. Серед заходів в українознавчій сфері, які отримали позитивний відгук у французькому суспільстві, стали презентації книг про помаранчеву революцію А. Гійємоля «Навіть сніг був помаранчевим», «Українська революція», А. Аржаковського «Революція духу», творів Я. Лебединського «Козаки: суспільство воїнів між свободою та владою» (французькою мовою) та Т. Сірочук «Гійом Аполлінер. Нарис поетики та стилістики», другого видання «Історії України» А. Жуковського (французькою мовою), а також книги Л. Госейка «Історія українського кіно», яка вийшла французькою мовою у Франції та українською — в Україні. Спільно з Паризькою українською бібліотекою ім. С. Петлюри проведено виставку-семінар «Українська поштова марка».
Вже стало доброю традицією проведення спільних за участю Посольства, НТШ в Західній Європі та Асоціації українознавців Франції Шевченківських читань. У 2006 р. передбачаються наукові конференції цих та інших організацій за участі Інституту українознавства, присвячених 150-літтю з дня народження Івана Франка (жовтень), героїці українського козацтва у військових кампаніях на боці Франції (лютий), 80-річчю з дня загибелі Симона Петлюри (травень), шедеврам української культурної спадщини — від Трипілля до Київської Русі (листопад-грудень). Проведення останнього заходу в рамках організації виставки в Луврі колекцій того періоду стало можливим завдяки домовленостям, досягнутим під час презентації експозиції частини фондів під назвою: «Україна — світові», що відбулася за присутності Президента України В. А. Ющенка в штаб-квартирі ЮНЕСКО, а згодом в Українському культурно-інформаційному центрі.

### Наукові зв'язки
Важливим є той факт, що культурно-інформаційний центр став доброю базою для поглиблення наукових і освітянських зв'язків з французькими інституціями. Започаткований академіком Петром Кононенком діалог з Сорбонським інститутом слов'янських досліджень сприяв започаткуванню співпраці цієї відомої установи з Київським і Львівським університетами, університетом ім. М. Драгоманова. Українська секція бібліотеки Сорбонни-4 постійно поповнюється новими надходженнями, які інформаційно-культурний центр отримує від Інституту українознавства, Інституту міжнародних відносин та Львівського університету. На грудневому засіданні Ради Сорбонни-4 Посол України Юрій Сергєєв, який також є іноземним членом цієї ради, та співробітники культурно-інформаційного центру передали кілька сотень примірників українознавчої літератури.

### Освітні проекти
На базі УКІЦ працює Українська школа мистецтв, яка надає освітні послуги в рамках проекту Міністерства освіти і науки «Міжнародна українська школа», а також сприяє розповсюдженню української культури: здійснює навчання грі на бандурі, українському хоровому співу і танцю.
Принципово важливим елементом роботи центру стало те, що він взяв під свою опіку українську недільну школу, засновану українською громадою. Вона поки що розміщується при українській церкві. Під час візиту до Франції дружини Президента К. Ющенко відбулася церемонія передачі школі повного комплекту підручників з першого до випускного класів, які Посольство отримало від Інституту українознавства, Міністерства освіти України, Фундації «Україна-3000».

### Громадсько-політична діяльність
Інформаційно-культурний центр став осередком проведення політико-дипломатичних заходів за участю відомих політичних організацій Франції. Так, в центрі успішно пройшли зустрічі представників політичних і ділових кіл Франції з Прем'єр-міністром України, жінок-політиків та керівників французьких асоціацій, які співпрацюють з Україною в гуманітарній сфері, з дружиною Президента України, українських та французьких військових з нагоди засідання Змішаної комісії з питань військового співробітництва, конференції «Україна сьогодні» з неурядовою політичною асоціацією «Реалії та міжнародні відносини» (ARRI). У центрі з успіхом пройшла презентація економічного та інвестиційного потенціалу міста Києва в рамках Дня Києва в Парижі, Київської та Одеської областей. За участю Міністра закордонних справ пройшов вернісаж фотовиставки «Помаранчева революція очима французів», на якій були представлені роботи професійного фотожурналіста Еліз Корнік та найкращих фотографій спостерігачів від Франції на виборах Президента України. Серед інших заходів слід також відзначити організацію виставки фотографій І. Гайдая «Українці на початку ІІІ тисячоліття» в культурно-інформаційному центрі та в приміщенні асоціації «Пон Неф».

### Культурна праця
Інший наріжний камінь діяльності центру — культурно-мистецький — був закладений співпрацею між Посольством та фундаціями «Дні України» (президент — Тимошенко Максим), «Україна АРТ» (колишній президент — Наталка Пастернак), іншими асоціаціями та інституціями у Франції та Україні. За їх сприяння в приміщенні культурного відділу Посольства, а згодом центру було активізовано виставково-мистецьку та концертну презентацію найкращих колективів та митців України. Зокрема, було організовано численні виставки, в тому числі виставка творів патріархів українського мистецтва — академіків мистецтва — художниці Тетяни Голембієвської та скульптора Валентина Зноби, молодих українських митців — Сергія Савченка та Олени Самойлик, скульпторів Миколи Одрехівського та Анатолія Валієва, а також виставку творів талановитих дітей в рамках програми «Митці Франції — дітям України».
1 жовтня 2011 р. з нагоди 20-ї річниці Незалежності України у приміщенні Культурно-інформаційного центру Посольства України відбулося відкриття виставки «Петриківка — перлина України». На відкритті були присутні представники французьких культурних кіл, української громади, журналісти та дипломати Посольства.
Посольство ініціювало проект з виготовлення в Україні пам'ятника доктору Емілю Ру — соратнику Луї Пастера та засновнику однойменного інституту роботи Валентина та Миколи Зноби. В листопаді 2006 р. пам'ятник був урочисто відкритий на території інституту міністром охорони здоров'я Юрієм Поляченком та переданий в дар від імені України Інституту. Влітку робота батька і сина Зноби — пам'ятник Анні Ярославівні — королеві Франції — був переданий в дар місту Санлісу та відкритий Президентом України. Встановленню цих скульптур передувала експозиція їх зменшених копій в культурно-інформаційному центрі Посольства, що сприяло формуванню позитивної громадської думки та прискорило рішення про створення їх повноформатних варіантів як дарунків французькій стороні.
У сфері музичного мистецтва низка заходів, організованих центром, сприяла утвердженню високого професійного іміджу сучасних українських музикантів. Так, у вересні 2006 р. з успіхом пройшли концерти оркестру Богодара Которовича «Київські солісти» в ЮНЕСКО, в концертному залі Люксембурзького палацу (Сенат Франції) та в соборі Святої Магдалини. Французька публіка знову отримала змогу насолодитися віртуозністю гри дуету солістів Національної філармонії заслужених артистів України Г. Сафонова (скрипка) та О. Строган (фортепіано), які представили французькій аудиторії скрипку нової конструкції, сконструйовану українським майстром Ф. Юр'євим. Свій французький дебют дует розпочав в культурно-інформаційному центрі Посольства.
Участь у низці культурологічних заходів у культурно-інформаційному центрі Посольства українських музикантів, як, наприклад, концерти молодого українського композитора Дмитра Чеснокова з програмою з творів українських композиторів, виступ флейтистки Д. Димитрової, сприяли тому, що вони були помічені та запрошені до провідних оркестрів Франції. Французькій вибагливій аудиторії запам'яталися віртуозна гра Львівського ансамблю бандуристок «Чарівні струни» та акордеоніста І. Завадського, золотий голос народного артиста України В. Гришка, а також виступи Національної заслуженої академічної капели України «Думка».
Вже стало доброю традицією 29 квітня, в Міжнародний день танцю, збиратися в культурно-інформаційному центрі друзям, учням, соратникам великого французького українця Сержа Лифаря для вшанування пам'яті неперевершеного майстра балету.
Варто також зазначити, що центр поступово став координатором українських культурно-мистецьких заходів на всій території Франції. Його партнерами виступили французькі асоціації. Були проведені «Українські дні» в Шаріте-сюр-Луар, «Українська палітра на Монмартрі», культурологічна акція «Погляд з України» в м. Іль-Сен-Дені (показ фільмів, виставка, дебати, концерт дуету солістів Національної філармонії України Ю. Федорова та Л. Федорової), презентація книжок, виданих видавництвом «Дофен» (Париж) та Науковим товариством ім. Т. Шевченка у Західній Європі під час 25-го Паризького книжкового салону, український анімаційний стенд на паризькому великодньому ярмарку, ательє розпису писанок, конференція по Україні (історія, економіка, культура) разом з асоціацією Ламберсар — Канів — Україна. Українські козацькі танці та народні пісні зачарували публіку під час грудневого королівського козацького балу, влаштованого в Парижі культурно-інформаційним центром Посольства спільно з монархічним товариством Капіт'єнів-Бурбонів, нащадків Великої української королеви Франції Анни Київської.
Культурно-інформаційний центр сприяв організації низки концертів талановитих українських дітей, серед яких знаковими стали виступи талановитих дітей — переможців конкурсу «Шляхами королеви Анни Ярославни», київського хореографічного ансамблю «Юність», виступи в Парижі на Марсовому полі ансамблю «Чарівні струни», концерт українських дітей з Білої Церкви в м. Дюнкерк, київського дитячого хору «Либідь» в м. Тулуза, виступ ансамблю «Горлиця» на фестивалі культур світу в місті Альє, виступи ансамблю народної музики «Візерунок» Тернопільської обласної філармонії, хору «Дударик».
15-23 березня 2011 р. на запрошення УКІЦ у Франції відбулися гастролі Національного театру ім. М. Заньковецької. Гастрольна поїздка відбулась у рамках всеукраїнського святкування 150-ї річниці з дня смерті та перепоховання Тараса Григоровича Шевченка. Заньківчани презентували літературно-музичну композицію «Посланіє…» за творами великого Кобзаря українського народу у виконанні лауреата Шевченківської премії, народного артиста України Богдана Козака.

## Контакти
Адреса: 22, avenue de Messine, 75008 Paris